# Henri Kiefer
Henri Kiefer (* 11. Mai 2005) ist ein deutscher Mountainbiker, der im Downhill aktiv ist.

## Sportlicher Werdegang
Seinen ersten Wettkampf fuhr Kiefer im Jahr 2016, 2017 wurde er Mitglied bei den Sram Young Guns und zeigte in den folgenden Jahren Leistungen, mit denen er auch in höheren Altersklassen erfolgreich gewesen wäre. In der Presse wurde er bereits früh als eines der größten Talente im Downhill angesehen.
Sein Talent stellte Kiefer in der Saison 2023 erstmals in der Elite unter Beweis, als er bei den Deutschen Meisterschaften im Downhill im Rennen der U19 die schnellste Zeit des Tages fuhr und damit nach den Wettkampfbestimmungen des BDR auch zum Deutschen Meister in der Elite gekürt wurde. Nachdem er im Weltcup bereits mehrfach vordere Platzierungen bei den Junioren einfuhr, erzielte er seinen ersten Sieg bei den Radsport-Weltmeisterschaften 2023, als er in Fort William die Goldmedaille im Downhill der Junioren gewann.

## Erfolge
2023
- Deutscher Meister – Downhill (Elite und Junioren)
- Junioren-Weltmeister – Downhill